# Lambia coelocephala
Lambia coelocephala är en tvåvingeart som beskrevs av Friedrich Georg Hendel 1914. Lambia coelocephala ingår i släktet Lambia och familjen bredmunsflugor. Inga underarter finns listade i Catalogue of Life.